# Super Princess Peach
Super Princess Peach (スーパープリンセスピーチ?, Sūpā Purinsesu Pīchi) è un videogioco a piattaforme sviluppato dalla TOSE e pubblicato dalla Nintendo per la console Nintendo DS. Il gioco è parte del franchise di Mario.

## Modalità di gioco
Questo è il primo gioco dove la Principessa Peach ha il ruolo di eroe principale e il secondo (dopo Mario Is Missing!) dove Mario viene rapito da Bowser. La principessa, per salvarlo, deve attraversare un mondo che Bowser ha deformato utilizzando un'arma potentissima: l'Emozioscettro.
Per superare alcuni ostacoli, Peach deve usare le 4 emozioni a sua disposizione (di cui una, però, serve solo a curarsi con il tempo) che sono: Gioia, Rabbia, Tristezza, Calma. Rispettivamente servono a: volare e creare un vortice intorno a Peach che le permette di eliminare alcuni batuffoli di nuvole; a creare fuoco intorno alla principessa che può bruciare ponti di legno e a fare salti pesanti che fanno cadere a terra alcuni nemici; a far crescere piante e a correre molto velocemente; a curarsi. Tutti questi poteri rendono Peach invincibile (salvo dai burroni, categnacci, boss, e altri nemici) tranne la calma. Per usare queste emozioni è necessario che l'Emozionometro si ricarichi, con delle gemme e "mangiando" i nemici accovacciandosi dopo averli raccolti. Peach è accompagnata da un ombrello magico di nome Perrisol, che, alla fine di ogni scontro con un boss, ci farà vedere un filmato mentre lui dorme e sogna il suo passato. I filmati si possono saltare e si possono rivedere nella sezione bonus.
Minigiochi:
- Al salto!: Soffia sul microfono per far saltare Toad e evitare nemici o burroni. Più a lungo si soffia e più a lungo Toad salterà.
- Al fuoco!: Aiuta Toad a raggiungere il traguardo senza toccare le palle borchiate o le fiamme
- A segno!: Aiuta i Toad a colpire gli obbiettivi e a raggiungere il loro punteggio di obiettivo senza mancarli o colpire Mario o Luigi.

## Eredità
Durante il Nintendo Direct del 21 giugno  2023, Nintendo ha annunciato un nuovo gioco con protagonista la Principessa Peach; in uscita nel 2024 per Nintendo Switch. Il 14 settembre 2023, è stato rivelato il titolo del gioco: Princess Peach: Showtime!, con uscita prevista per il 22 marzo 2024. Nonostante non sia un seguito diretto di Super Princess Peach, condivide elementi "sidescroller"
simili. Il gioco celebra i 18 anni da quando Peach è apparsa come protagonista in un videogioco, ed è il suo terzo gioco in un ruolo da protagonista in assoluto.